# 말괄량이 삐삐

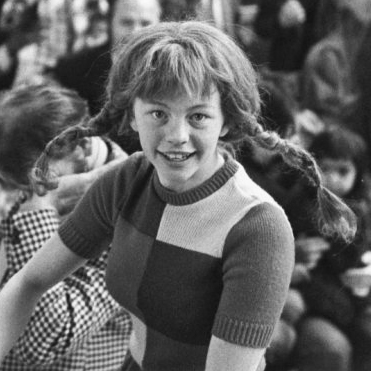
잉에르 닐손이 연기한 피피 롱스트룸프. (1972년)

말괄량이 삐삐(스웨덴어: Pippi Långstrump 피피 롱스트룸프[*], 영어: Pippi Longstocking)는 스웨덴의 작가 아스트리드 린드그렌이 쓴 아동 소설 시리즈의 등장인물이다.

## 캐릭터
삐삐 롱스타킹(영어: Pippi Longstocking, 스웨덴어: Pippi Långstrump)은 삐삐 시리즈의 주인공 이름이다. 삐삐라는 이름은 삐삐의 실제 이름이 너무 길어서 불편하기 때문에 아빠가 붙여준 별명이다. 실제 이름은 영어 번역본에서 삐삐로타 델리카테사 윈도셰이드 매크럴민트 에프레임즈 도터 롱스타킹(영어: Pippilotta Delicatessa Windowshade Mackrelmint Ephraim's Daughter Longstocking)이다. 스웨덴어 원문에서의 실제 이름은 삐삐로타 빅투알리아 룰가르디나 크루스뮌타 에프라임스도테르 롱스트룸프(스웨덴어: Pippilotta Viktualia Rullgardina Krusmynta Efraimsdotter Långstrump)이다.
삐삐는 빨간머리에 주근깨가 난 얼굴을 가졌고 이름처럼 무릎을 덮는 긴 양말과 커다란 구두를 신고 다닌다. 삐삐의 말에 따르면 엄마는 천국에 있고 아빠는 식인종의 왕(실제는 해적 선장)이다. 빌라 빌라콜라(스웨덴어: Villa Villekulla; 뒤죽박죽 별장)에서 동거인이 없이 혼자 살고 있으나 닐슨씨(스웨덴어: Herr Nilsson)라는 원숭이 한 마리와 꼬마 아저씨(스웨덴어: Lilla Gubben)라고 부르는 말 한 마리와 함께 지낸다. 삐삐는 마을의 권력자들이 정기적으로 "아이의 인생은 이래야 한다'라고 하는 문화적인 관습을 따르게 하려고 하는데도 불구하고, 사회적인 통념에 얽매이지 않고 즐겁게 살아간다. 에바 마리아 메트커프에 따르면, 삐삐는 주근깨와 너덜너덜한 옷을 너무 좋아해서 순수한 상상력을 억제하려고도 하지 않고 예의범절을 갖추려고도 하지 않는다. 삐삐는 또한 이야기를 나누는 것을 좋아하고 종종 허풍쟁이의 형태를 취한다.
린드그렌은, 삐삐에 대해 "삐삐는 권력을 가졌음에도 그것을 남용하지 않는 사람에 대한 나의 자식같은 동경을 나타내는 것"이라고 설명했다. 삐삐는 자칭 세계에서 가장 강한 여자이지만 분쟁을 해결하거나 다른 아이들을 괴롭힘으로부터 보호하기 위해 비폭력을 사용하는 경우가 많다. 삐삐는 문예평론가들에 의해 "마음이 따뜻하다", "배려심이 많다", "친절하다", "영리하다", "너그럽다", "장난기가 있다", "어른들의 대화를 능가할 정도로 재치가 넘친다"는 등 다양한 표현들이 쏟아내어졌다. 로라 호펠드는 "삐삐의 천진난만함은 이기주의, 무지, 그리고 현저한 거짓말의 경향을 수반한다"면서도 동시에 "관대하고, 재치있고, 현명하며, 나에게도 타인에게도 성실하다"고 썼다.

## 창작 과정
전기 작가 옌스 안데르센은 알렉산더 닐과 버트런드 러셀의 이론과 같은 1930년대의 교육 이론뿐만 아니라 슈퍼맨과 타잔처럼 "영원히 강한 캐릭터 '가 등장하는 현대의 영화나 만화에서도 삐삐는 다양한 영향과 착상을 얻었음을 보여준다. 신화와 동화, 전설 외에도 문학적으로는 "이상한 나라의 앨리스", "이상한 아이", "빨강 머리 앤", "키다리 아저씨" 등에서 캐릭터의 영감을 받고 있다. 안데르센은 린드그렌이 캐릭터를 만들던 제2차 세계대전 중의 "인간을 혐오해서 감정이 부족한 시대"가 가장 큰 영향을 주었다고 주장한다. 안데르센에 따르면 "원서판의 삐삐는, 전쟁의 잔악함과 악에 대한 대답은 선의와 관대함과 유머라고 하는 쾌활한 평화주의자였다"고 한다.
아스트리드 린드그렌은 1941년 겨울에 폐 질환에 걸려 침대에 누워있는 일곱살 난 딸 카린이 삐삐 롱스타킹(딸이 그 자리에서 붙인 이름) 얘기를 해 달라고 했을 때 삐삐의 이야기를 시작했다. 카린의 부탁에 린드그렌은 무한한 에너지를 가진 결코 경건하지 않은 소녀의 이야기를 즉흥적으로 만들어냈고, 나중에 그녀의 딸 뿐만이 아니라 그녀의 친구들도 듣게 되었다. 2년 후, 린드그렌은 발목을 다쳐 요양중이던 기간에 단편 소설을 속기로 쓰기 시작했고, 그 원고를 딸에게 10살 기념 선물로 주었다. 린드그렌은 보니어스에 원고를 보냈지만 출판사는 그것을 거부했다. 1945년, 그녀는 라벤 앤 셰그렌 출판사에 의해 주최된 문학 대회에 그녀의 이야기를 갖고 참여하기로 결정했다. 그 이후로 이 책의 시리즈는 큰 성공을 거두었고 약 70개의 언어로 번역되었다. 삐삐의 책은 잉그리드 니이만에 의해 그려졌다. 1969년 텔레비전 시리즈가 방송되었고 1990년대에는 삐삐의 모험에 바탕을 둔 애니메이션 시리즈가 방영되었다.

## 도서

### 메인 시리즈
- 《내 이름은 삐삐 롱스타킹》(Pippi Långstrump, 1945년), 잉그리드 니이만 그림
- 《꼬마 백만장자 삐삐》 (Pippi Långstrump går ombord, 1946년), 잉그리드 니이만 그림
- 《삐삐는 어른이 되기 싫어》 (Pippi Långstrump i Söderhavet, 1948년), 잉그리드 니이만 그림

### 스웨덴에서 출판된 그림책 목록
- 《Känner du Pippi Långstrump?》 (삐삐 롱스타킹을 아시나요?, 1947).
- 《Pippi flyttar in》 (이사온 삐삐, 1969).
- 《Pippi ordnar allt》 (모든 것을 고치는 삐삐, 1969).
- 《Pippi är starkast i världen》 (세상에서 가장 강한 삐삐, 1970).
- 《Pippi håller kalas》 (파티를 만드는 삐삐, 1970).
- 《På rymmen med Pippi Långstrump》 (삐삐 롱스타킹과 함께 달리다, 1971).
- 《Pippi Långstrump har julgransplundring》 (크리스마스 트리를 제거하는 삐삐 롱스타킹, 1979).
- 《Pippi Långstrump i Humlegården》 (훔레가든의 삐삐 롱스타킹, 2000).
- 《Pippi Långstrump på Kurrekurreduttön》 (환상의 섬의 삐삐 롱스타킹, 2004).

## 문화적 영향
말괄량이 삐삐는 출판과 동시에 스웨덴에서 인기를 얻어 1940년대 말에는 30만 부가 팔렸고 라벤 앤 셰그렌 출판사는 절박한 재정적 파탄에서 벗어났다. 여기에는 엘사 올레니우스의 마케팅이 큰 기여를 했다. 그녀는 이 책이 라디오에서 자주 읽히도록 했다. 또 1946년 3월에는 스톡홀름 시민회관에 있는 자신의 어린이 극장에서 도서관 카드만으로 입장할 수 있는 이 책의 일반인을 위한 공연을 개최하기도 했다. 이 공연은 노르셰핑, 예테보리, 에스킬스투나 등 스웨덴의 다른 도시에서도 열렸다. 이 책이 성공한 또 다른 요인은 스웨덴 아동문화에 영향력 있는 평론가 에바 폰 츠바이베르크와 그레타 볼린이 각각 다겐스 뉘헤테르와 스벤스카 다그블라데트에 기고한 두 가지 호의적인 서평에서 주인공을 해방적인 힘이라고 칭찬한 것이다. 츠바이베르크는 삐삐는 그녀와 같은 큰 자유를 갖지 못한 보통 아이들의 배출구가 될 것이라고 말했고, 볼린도 삐삐의 유머나 익살스러움은 같은 이유로 어른들에게도 매력적이라고 동의했다.